# Brez dlake na jeziku
Brez dlake na jeziku je trinajsti glasbeni album slovenskega kantavtorja Adija Smolarja, izdan pri založbah Modrina in Dallas Records leta 2008.

## Seznam pesmi
Vse pesmi je napisal Adi Smolar.
| Št.             | Naslov                          | Dolžina |
| --------------- | ------------------------------- | ------- |
| 1.              | „Najraje sem doma‟              | 4:09    |
| 2.              | „Resnico bom prenesu‟           | 4:22    |
| 3.              | „Le še iz navade‟               | 3:44    |
| 4.              | „Zlata ribica‟                  | 3:11    |
| 5.              | „D'narja ni‟                    | 2:53    |
| 6.              | „Brodolom‟                      | 4:04    |
| 7.              | „Brez dlake na jeziku‟          | 4:06    |
| 8.              | „Bolj ko treniraš, bolj ti gre‟ | 3:34    |
| 9.              | „Zgubu, zgubu‟                  | 3:33    |
| 10.             | „Po dežju posije sonce‟         | 2:59    |
| Skupna dolžina: | Skupna dolžina:                 | 36:34   |

## Zasedba
- Adi Smolar — vokal, kitara
- Dejan Došlo — kitara, spremljevalni vokal
- Daniel Homšak — bas kitara
- Borut Činč — klaviature
- Iztok Repovž — bobni, tolkala
- Damir Jazbec — ustna harmonika